# Tela (Honduras)
Tela ist eine Stadt in Honduras an der nördlichen Küste der Karibik und befindet sich im Departamento Atlántida. In der näheren Umgebung gibt es drei Nationalparks, unter anderem einen in Lancetilla und den Nationalpark Jeannette Kawas.

## Geschichte
Tela wurde am 3. Mai 1524 vom Konquistador Cristóbal de Olid gegründet. Aufgrund des Datums, welches in der katholischen Religion als Tag des Heiligen Kreuzes gilt, wurde die Stadt auf Triunfo de la Cruz „getauft“. Der Name war allerdings ziemlich lang, sodass er bald als T.de la abgekürzt wurde und ab 1829 wurde der Name in Tela geändert. Der Name Triunfo de la Cruz wurde nur für einen kleinen Hügel der in die Karibik mündet erhalten. Ursprünglich wurde die Stadt in der Nähe einer Indianer Gemeinde namens Cucumba gegründet, in welcher es gutes Trinkwasser, Nahrungsmittel, medizinische Pflanzen und andere lebensverbessernde Dinge gab. Die Einheimischen lebten in großen Häusern die auf Stelzen aufgebaut waren und waren kundige Lotsen im Golf von Honduras.
Zum Ende des 16. Jahrhunderts wurde die Bucht von Tela häufig von Piraten heimgesucht, die gezielt spanische Schiffe angriffen. Diese hatten Exportwaren, häufig Gold, für Spanien an Bord und waren daher ein interessantes Angriffsziel.
Die Garifunas, einer Volksgruppe mit afrikanischer Abstammung, wurden 1797 von Spaniern auf der Insel St. Vincent eingefangen und auf der Insel Roatan ausgesetzt. Später wurden sie nach Trujillo umgesiedelt von wo aus sie sich entlang der Küste verteilten. Ab 1808 ließen sie sich in Tela nieder, wo sie ihre eigenen Gemeinden gründeten. Eine dieser Gemeinden war östlich vom El Triunfo Hügel, welche sie Triunfo de la Cruz nannten und eine andere Gemeinde westlich nannten sie San Juan.
Zwischen 1860 und 1900 basierte das Wirtschaftsleben auf die Bananenernte. Jedoch wurde dieses Geschäft nur im kleinen betrieben. In den Jahren 1900 bis 1912 wurden von der Regierung Konzessionen ausgegeben, welche die wirtschaftliche Situation in Tela verbesserten. Die dritte Stufe der wirtschaftlichen Entwicklung startete im Jahr 1912 mit der Vergabe der Landkonzession an die Tela Eisenbahn Gesellschaft, welche die Bananenplantagen monopolisierte. Diese Periode endete 1976 mit dem Umzug der Hauptverwaltung der Tela Eisenbahn Gesellschaft von Tela nach La Lima. Seitdem gibt es eine stetige Entwicklung im Tourismus, bei Rinderfarmen und in der Landwirtschaft.
Die Altstadt von Tela besteht aus Häusern im Kolonialstil aus der Zeit der spanischen Besetzer. Hier gibt es einen Platz mit einer Kirche, dem Rathaus und einer Schule. In Tela Nueva, in dem die Bananenfirma ihre unternehmerischen Aktivitäten betrieb, befindet sich das alte Eisenbahngebäude und die Gebäude, in denen die Unternehmensleiter untergebracht waren.

## Kultur
San Antonio ist der Schutzpatron von Tela. Ihm zu Ehren werden jedes Jahr im Juni eine Woche lang Paraden abgehalten und viel gefeiert.
Tela ist der beliebteste Strand in Honduras. In der Woche zwischen Palmsonntag und Ostern kommen tausende junger Honduraner zum Feiern, Trinken und einfach am Strand liegen nach Tela.

## Garifuna-Dörfer
Im Umkreis von Tela gibt es viele Dörfer der Volksgruppe der Garifuna. Die Garifunas sind eine Volksgruppe afrikanischer Abstammung und entlang der Küste von Tela, aber auch in vielen weiteren zentralamerikanischen Ländern, zu finden. Sie sind in der Gegend um Tela anzutreffen in Tela, Ensenada, Punta del Triunfo de la Cruz, Tornabé and San Juan.

## Städtepartnerschaften
- Cancún, Mexiko
- La Ceiba, Honduras

## Söhne und Töchter der Stadt
- Ebert Van Buren (1924–2019), US-amerikanischer American-Football-Spieler
- Fabio Ulloa (* 1976), Fußballspieler
- Jeimy Bernárdez (* 1986), Leichtathletin
- Juan Carlos García (1988–2018), Fußballspieler